# Пожаров, Леонид Фёдорович
Леонид Фёдорович Пожаров — советский хозяйственный, государственный и политический деятель.

## Биография
Родился в 1908 году в Нижнем Новгороде. Член КПСС.
С 1929 года — на хозяйственной, общественной и политической работе. В 1929—1966 гг. — инженер управления строительства «Нивагэсстрой», начальник работ по строительству подстанций в Хибиногорске, начальник, главный инженер Кировского сетевого района, управляющий, главный инженер Кондопожского энергокомбината, главный инженер УС «Сунастрой», управляющий треста «Чирчикгэсстрой», заместитель управляющего треста, управляющий треста «Узбекгидроэнергострой», председатель Госстроя Узбекской ССР.
Избирался депутатом Верховного Совета Узбекской ССР 3-6-го созывов.
Умер в Ташкенте в 1966 году.